# Мішин Андрій Олексійович
Мішин Андрій Олексійович (нар. 18 вересня 1976) — колишній російський тенісист.

## Титули ATP Челленджер

### Парний розряд: (1)
| Ранг | Дата     | Турнір                                            | Покриття | Партнер       | Суперники                          | Рахунок       |
| ---- | -------- | ------------------------------------------------- | -------- | ------------- | ---------------------------------- | ------------- |
| 1.   | Сер 2004 | St. Petersburg Challenger, Санкт-Петербург, Росія | Ґрунт    | Михайло Єлгін | Даніеле Джорджині Сімоне Ваньйоцці | 6–3, 5–7, 6–4 |